# Sofia Jakobsson
Eva Sofia Jakobsson (23 de abril de 1990, Örnsköldsvik) é uma jogadora de futebol sueca, que atua pela seleção feminina, onde ganhou a medalha de prata na Rio 2016, sendo responsável pela eliminação da favorita, a Seleção Americana, e da Seleção Brasileira. 
Atualmente (2023), joga pelo San Diego Wave, clube sediado na cidade de San Diego nos Estados Unidos. Integra a Seleção Sueca de Futebol Feminino desde 2011. 

## Carreira
Sofia Jakobsson integrou a  Seleção Sueca de Futebol Feminino na Copa do Mundo de Futebol Feminino de 2023, tendo a Suécia ficado em 3.º lugar, e conquistado a medalha de bronze.

## Clubes
Jogou por vários clubes:
- Rossijanka (2011–2013)
- Chelsea Football Club (2013–2014)
- BV Cloppenburg (2014)
- Montpellier HSC (2014–2019)
- Real Madrid Femenino (2019–2021)
- Bayern München (2021)
- San Diego Wave (2022-)

## Títulos
Sofia Jakobsson conquistou vários títulos durante a sua carreira desportiva: 
- Jogos Olímpicos – Futebol feminino -  2016,  2020
- Copa do Mundo de Futebol Feminino -  2023
- Campeonato Sueco de Futebol Feminino -  2008
- Algarve Cup –  2018,  2022
- Campeonato Francês de Futebol Feminino –  2016/2017
- Copa de França –  2014/15,  2015/16
- Campeonato Russo de Futebol Feminino –  2020/2021